# ナウソリ
ナウソリ（Nausori）は、フィジーの都市。人口は5万7866人（2017年）。

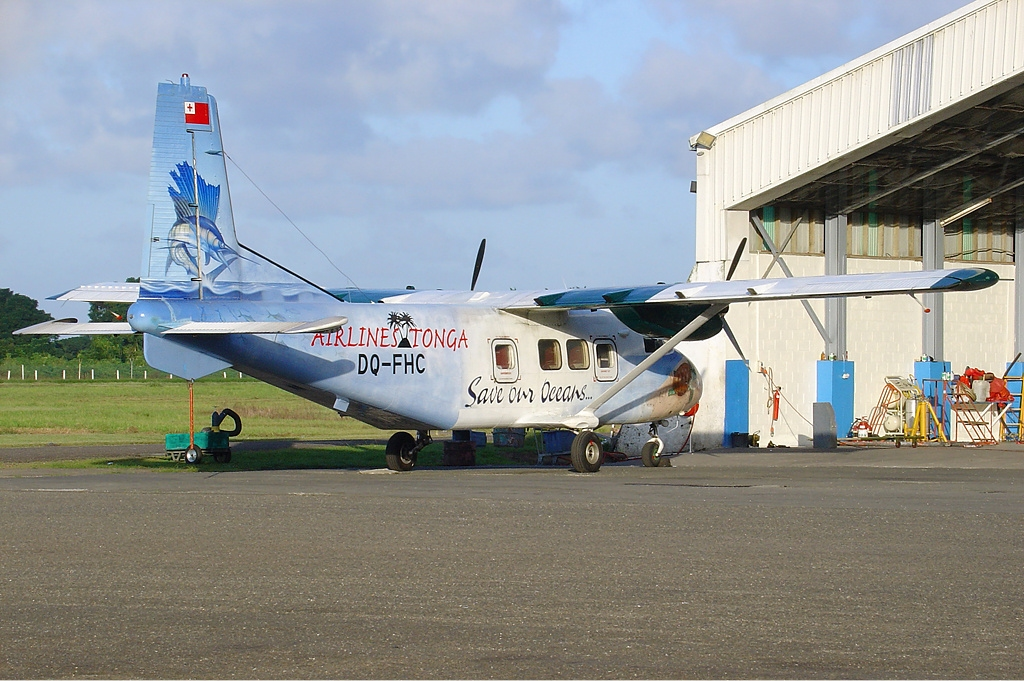
フィジー航空が拠点を置くナウソリ国際空港

## 概要
首都スバの北東に隣接し、統計上は首都圏の一部となっている。
町の人口規模は、スバ、ナシヌー、ラウトカ、ナンディに続いて5番目である。

## 地理
ビティレブ島東部、レワ川下流域にある。首都スバの北東20kmに位置し、近年は住宅地の造成が盛んに行われている。

## 政治

### 行政
ナウソリは1931年に町へと昇格し、12人の市評議会の中から互選された市長が町を治める。

## 歴史
歴史的には町の中心は現在より約5km北のレワ川中流域にあり、水運によって発展した。次第にスバに近い地域に人口の重心が移動した。
2006年、レワ川に長さ425mの橋がフレッチャー・コンストラクション社施工で完成した。これによりナウソリとスバの連絡は劇的に改善した。

## 交通
スバとラウトカを北周りで結ぶキングスロードが街中を通り、またスバの表玄関であるナウソリ国際空港が3km南にある。長距離線はビティレブ島西部にあるナンディ国際空港に発着するようになったが、ナウソリ空港はフィジー航空が本拠を置いており
、フィジー国内線やスバの広域経済圏であるツバル・トンガ両国への国際便が発着している。